# 日枝神社 (大田区)
日枝神社（ひえじんじゃ）は、東京都大田区山王にある神社。山王日枝神社（さんのうひえじんじゃ）、大森山王日枝神社（おおもりさんのうひえじんじゃ）とも言う。
山王地区の名称の由来となった神社である。
現在は、品川区南大井にある天祖・諏訪神社の兼務社である。

## 概要
JR大森駅西口の北方至近に鎮座している。
創建は不詳だが、元々は江戸時代の新井宿村の名主・酒井権左衛門の邸内社であったとされる。
延宝5年（1677年）に酒井を含む「新井宿義民六人衆」が、幕府への直訴の過程で領主・木原氏に捉えられ、処刑される事件が起きたため（墓所は南方の善慶寺）、以降は現在も北隣りにある圓能寺が別当寺となって管理し、「山王社」（山王権現・山王様）として地域に親しまれ、周辺は「山王村」と通称されるまでになった。
明治元年（1868年）に神仏分離令により圓能寺から独立し「日枝神社」と改称、大正12年（1923年）に村社に列せられた。

## 祭神
- 大山咋命
- 大己貴命

## 境内社
- (正一位)山王稲荷
- 栄利稲荷